# Vale da Madre
Vale da Madre é uma povoação portuguesa sede da Freguesia de Vale da Madre do Município de Mogadouro, freguesia com 11,53 km² de área e 165 habitantes (censo de 2021), tendo, por isso, uma densidade populacional de 14,3 hab./km².

## Demografia
A população registada nos censos foi:
| Ano  | 0-14 Anos | 15-24 Anos | 25-64 Anos | > 65 Anos |
| 2001 | 15        | 27         | 76         | 36        |
| 2011 | 5         | 17         | 90         | 44        |
| 2021 | 15        | 10         | 84         | 56        |